# Ilha Lisboa
A ilha Lisboa é uma ilha desabitada do arquipélago Wilhelm, considerada a mais meridional das pequenas ilhas ao extremo sul da ilha Petermann, na Antártida. Foi descoberta e nomeada por Jean-Baptiste Charcot, durante a expedição francesa de 1908 e 1910, em memória do diplomata brasileiro Henrique Carlos Ribeiro Lisboa, que deu assistência à expedição na América do Sul.